# Will to Power
Will to Power (traducido como Voluntad de poder) es el décimo álbum de estudio de la banda sueca de Death metal melódico, Arch Enemy, el álbum fue publicado el 8 de septiembre de 2017 vía Century Media. Este es el primer álbum con el guitarrista Jeff Loomis quien ingreso a la banda en noviembre de 2014. También es el primer álbum de Arch Enemy en presentar una canción con canto limpio, que es "Reason to Believe", conocida como "la primera balada de poder que es voz limpia en gran medida".

## Listado de canciones
| N.º | Título                                  | Letras            | Música        | Duración |  |
| 1.  | «The Race»                              | Alissa White-Gluz | Amott         | 3:15     |  |
| 2.  | «Blood in the Water»                    | Amott             | Amott         | 3:55     |  |
| 3.  | «The World Is Yours»                    | Amott             | Amott         | 4:53     |  |
| 4.  | «The Eagle Flies Alone»                 | Amott             | Amott         | 4:59     |  |
| 5.  | «Reason to Believe»                     | Amott             | Amott         | 4:47     |  |
| 6.  | «Murder Scene»                          | White-Gluz        | Amott         | 3:50     |  |
| 7.  | «First Day in Hell»                     | White-Gluz        | Amott         | 4:48     |  |
| 8.  | «Saturnine» (instrumental)              |                   | Erlandsson    | 1:09     |  |
| 9.  | «Dreams of Retribution»                 | Amott             | Amott         | 6:40     |  |
| 10. | «My Shadow and I»                       | White-Gluz        | Amott         | 4:05     |  |
| 11. | «A Fight I Must Win»                    | Amott             | Amott         | 6:37     |  |
| 12. | «Set Flame to the Night» (instrumental) |                   | Michael Amott | 1:18     |  |

| Limited edition digipak |                                                  |                |          |  |
| N.º                     | Título                                           | Escritor(es)   | Duración |  |
| 13.                     | «City Baby Attacked by Rats» (Charged GBH cover) | Colin Abrahall | 2:48     |  |

| Råpunk − Deluxe boxed set vinyl EP |                                                            |                |          |  |
| N.º                                | Título                                                     | Escritor(es)   | Duración |  |
| 1.                                 | «Warsystem» (Shitlickers cover)                            | Lars Andrén    | 0:54     |  |
| 2.                                 | «Armed Revolution» (Shitlickers cover)                     | Andrén         | 0:51     |  |
| 3.                                 | «Spräckta snutskallar» (Shitlickers cover)                 | Andrén         | 0:51     |  |
| 4.                                 | «The Leader (Of the Fuckin' Assholes)» (Shitlickers cover) | Andrén         | 1:02     |  |
| 5.                                 | «Nitad» (Moderat Likvidation cover)                        | Cliff Lundberg | 1:06     |  |
| 6.                                 | «When the Innocent Die» (Anti Cimex cover)                 | Tomas Jonsson  | 1:57     |  |
| 7.                                 | «City Baby Attacked by Rats» (Charged GBH cover)           | Colin Abrahall | 2:48     |  |

| Japanese edition |                                                  |                |            |          |  |
| N.º              | Título                                           | Letras         | Música     | Duración |  |
| 13.              | «Back to Back» (Pretty Maids cover)              | Ronnie Atkins  | Ken Hammer | 3:22     |  |
| 14.              | «City Baby Attacked by Rats» (Charged GBH cover) | Colin Abrahall |            | 2:48     |  |

## Personal
Los créditos se adaptan de las notas del álbum.

Arch Enemy
- Alissa White-Gluz - voz
- Michael Amott - guitarra líder
- Jeff Loomis - guitarra rítmica
- Sharlee D'Angelo - bajo
- Daniel Erlandsson - batería, percusión, teclado, programación

Músicos adicionales
- Jens Johansson - Teclados (pistas 4,9,10)
- Christopher Amott - Guitarra (pista 6), Teclados pista 6)
- Henrik Janson - Arreglo de cuerdas (pista 12)
- Ulf Janson - Arreglo de cuerdas (pista 12
- Stockholm Session Strings - Rendimiento de cuerdas
  - Bo Söderström, Christian Bergqvist, Per Öman, Torbjörn Bernhardsson, Ulf Forsberg, Ulrika Jansson − violín
  - Riikka Repo, Tony Bauer − viola
  - Johanna Sjunnesson − violonchelo

Producción
- Michael Amott − productor
- Daniel Erlandsson − productor, ingeniero (guitarras, bajo)
- Johan Örnborg − ingeniero (percusiones)
- Staffan Karlsson − productor, ingeniero (voces)
- Linn Fijal − ingeniero (cuerdas)
- Jens Bogren − mezclado, masterización
- Alex Reisfar − ilustraciónes
- Costin Chioreanu − diseño
- Katja Kuhl − fotografía
- Tom Couture − fotografía

Lugares de grabación
- Batería grabada en Studio Mega en Varberg, Suecia
- Bajo, guitarra rítmica y voces grabadas en el Sweet Spot Satellite en Halmstad, Suecia
- Guitarra solista grabada en el Sweet Spot de Harplinge, Suecia
- Cuerdas diseñadas en el estudio RMV (Riksmixningsverket) en Estocolmo, Suecia
- Mezclado y masterizado en Fascination Street Studio en Örebro, Suecia

## Posiciones
| Listas (2017)                         | Posición |
| ------------------------------------- | -------- |
| Australia (ARIA)                      | 26       |
| Austria (Ö3 Austria)                  | 6        |
| Bélgica (Ultratop flamenca)           | 11       |
| Bélgica (Ultratop valona)             | 15       |
| Canadá (Billboard Canadian Albums)    | 80       |
| República Checa (ČNS IFPI)            | 5        |
| Países Bajos (Album Top 100)          | 11       |
| Finlandia (Suomen Virallinen Lista)   | 2        |
| Francia (SNEP)                        | 22       |
| Alemania (Offizielle Top 100)         | 3        |
| Hungría (MAHASZ)                      | 13       |
| New Zealand Heatseekers Albums (RMNZ) | 10       |
| Escocia (Scottish Albums Chart)       | 24       |
| Spanish Albums (PROMUSICAE)           | 17       |
| Swedish Albums (Sverigetopplistan)    | 11       |
| Suiza (Schweizer Hitparade)           | 5        |
| Reino Unido (UK Albums Chart)         | 37       |
| Estados Unidos (Billboard 200)        | 90       |
| Estados Unidos (Top Hard Rock Albums) | 3        |
| Estados Unidos (Top Rock Albums)      | 15       |